# Achalgadh
Achalgadh (en népalais : अचलगढ) est un comité de développement villageois du Népal situé dans le district de Sarlahi. Au recensement de 2011, il comptait 3 870 habitants.